# モイナク
座標: 北緯43度46分 東経59度02分 / 北緯43.767度 東経59.033度
モイナク（ウズベク語: Mo‘ynoq / Мўйноқ; カラカルパク語: Moynaq / Мойнақ; ロシア語: Муйнак/ラテン文字表記の例: Muynak、ムイナク）はウズベキスタンの西部にある自治共和国・カラカルパクスタン共和国の北部にある都市。人口は1989年ソ連国勢調査では12,195人であった。2009年の推計では17,619人ともされるが、人口は激減しているとの報告もある。アラル海の漁業を中心とした都市であったが、1980年代以降のアラル海の急速な縮小で海岸線が80キロメートル以上先に遠ざかり、産業は衰退している。
モイナクは20世紀半ばまではアラル海南端の半島上の繁華な漁港であり、ウズベキスタン唯一の港湾都市でもあった。ソビエト連邦時代の1963年に市に昇格している。当時の主な雇用主は魚の缶詰を製造するコンビナートおよび漁船の船団であった。しかし乱獲や、アムダリヤ川上流の綿花地帯からの化学物質の流入で漁業資源は下り坂になり、綿花栽培によるアムダリヤ川およびシルダリヤ川の流入量の減少でアラル海が干上がると、漁業および関連産業は壊滅した。現在は多数の漁船が放置され朽ちており、海底であった場所から吹く砂嵐による健康被害も起こっている。

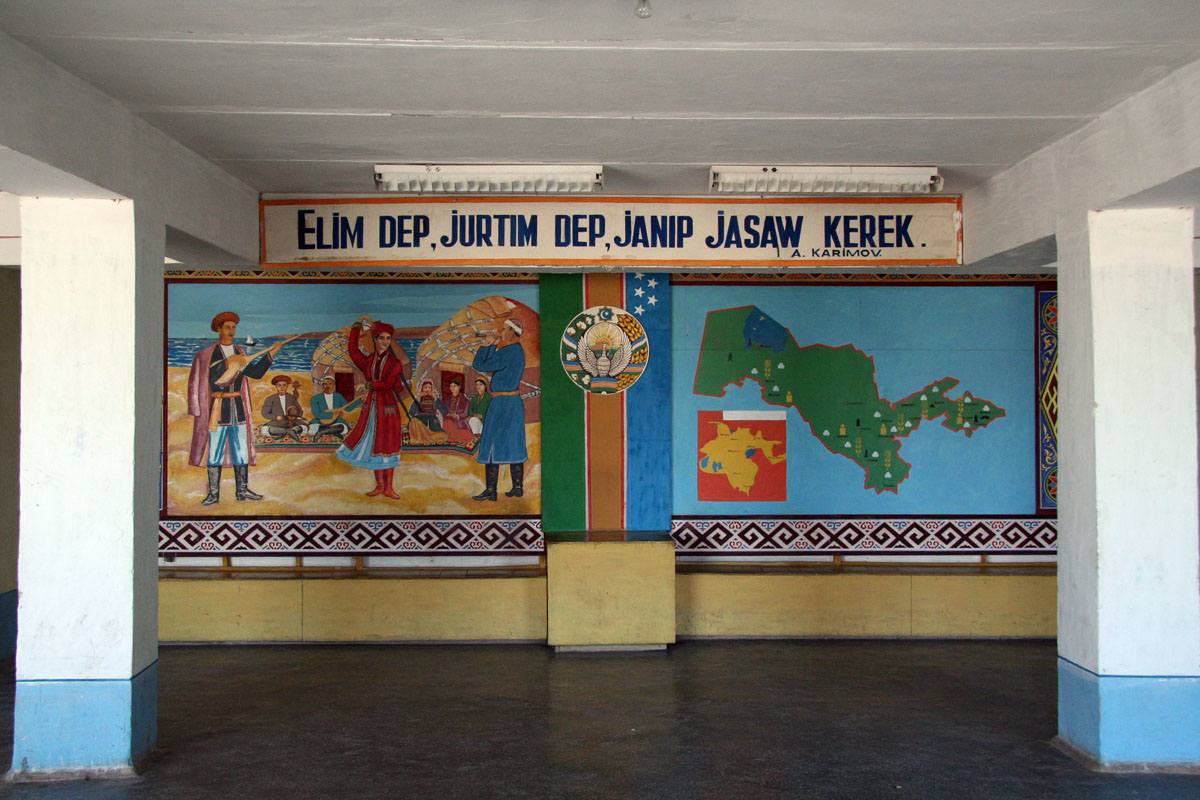
モイナクの市役所と博物館
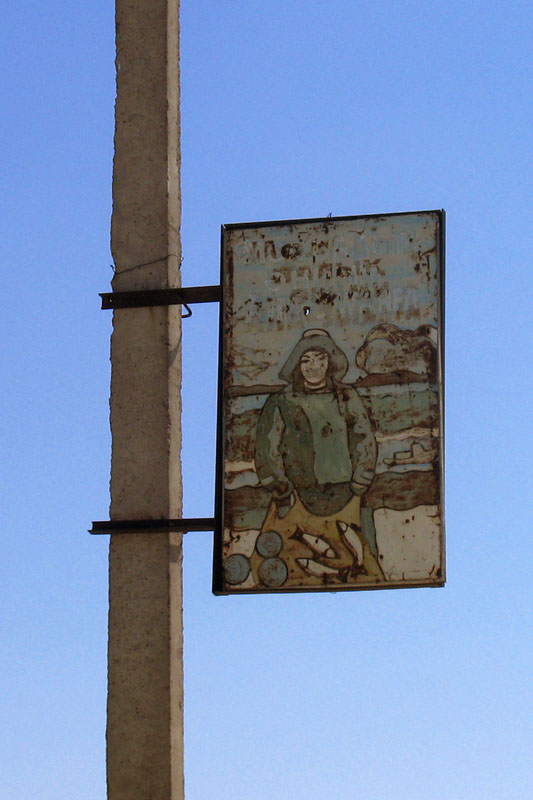
市内の看板。かつての主産業だった漁業が描かれている
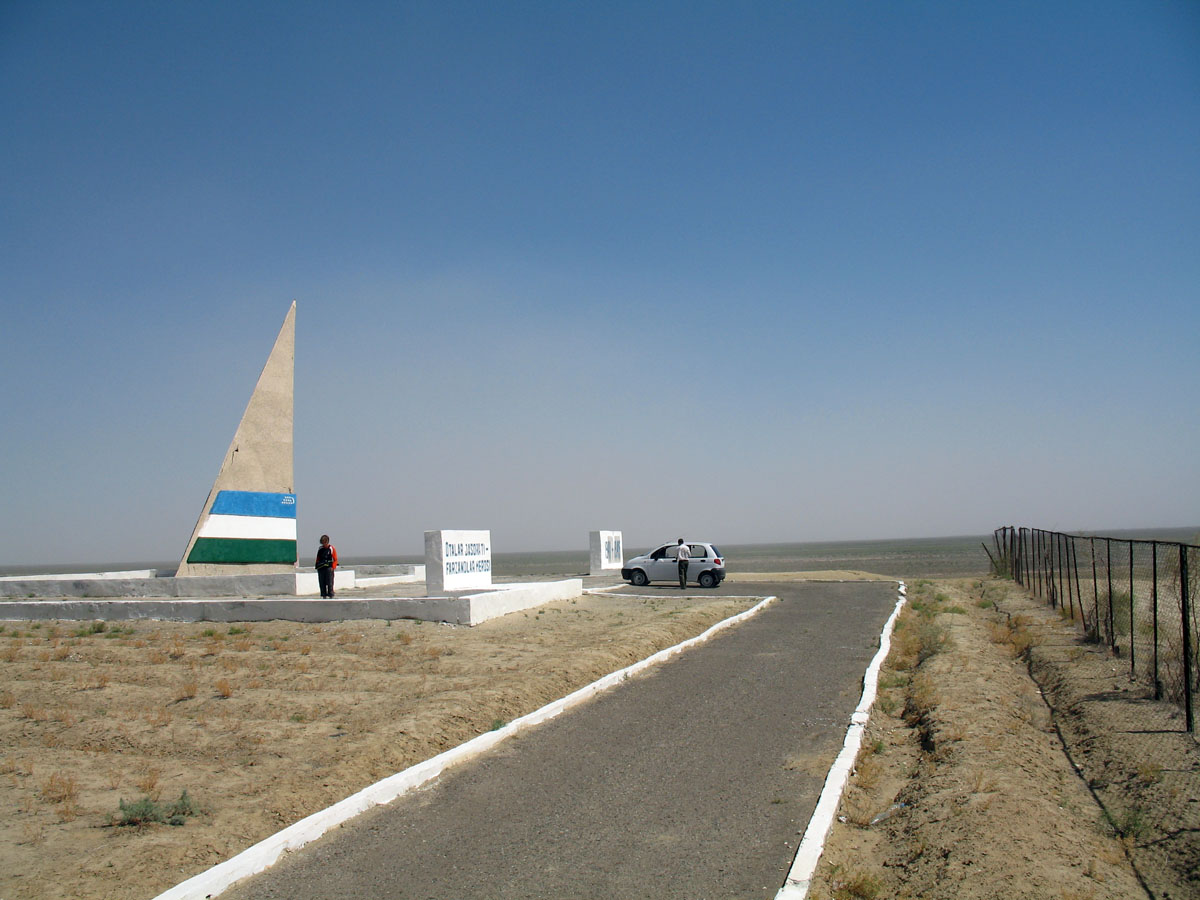
かつての海岸線に立つモニュメント
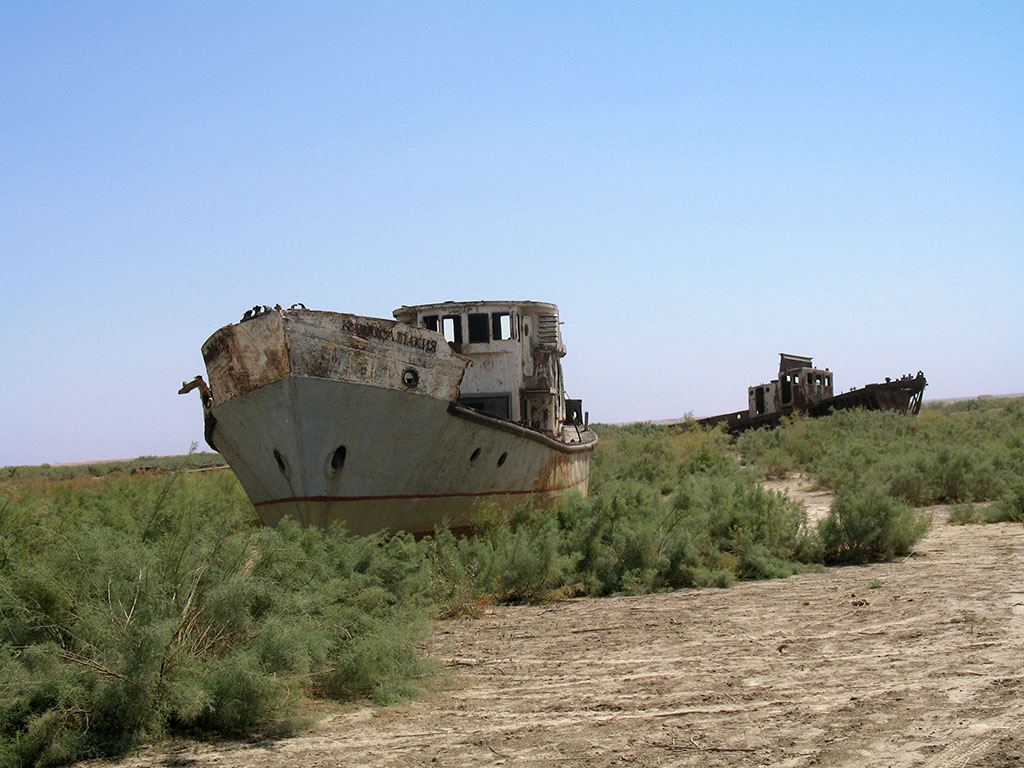
放棄された漁船